# Martham
Martham is een civil parish in het bestuurlijke gebied Great Yarmouth, in het Engelse graafschap Norfolk met 3569 inwoners.

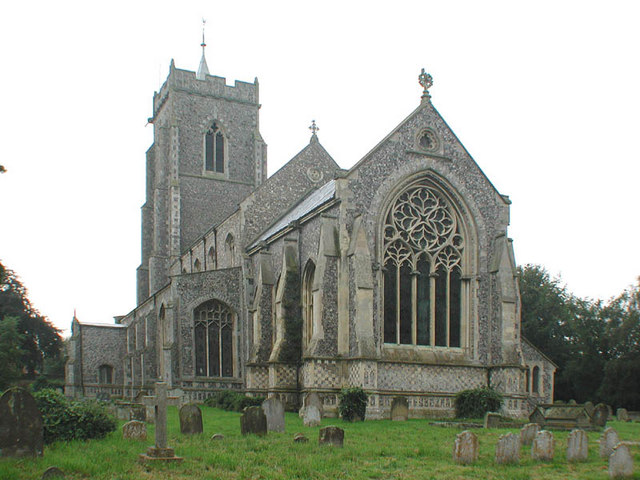
Kerk van St. Mary